# Mboum (langue)
Pour les articles homonymes, voir Mboum et Buna.
Le mboum (ou buna, mboumtiba, mbum, wuna) est une langue adamawa-oubanguienne parlée par les Mboum, au Cameroun, au Tchad et en République centrafricaine.

## Classification
Le mboum fait partie d'un groupe de langues du même nom, qui sont rattachées à la branche adamawa-oubanguienne de la famille nigéro-congolaise.
Le mboum comportent de nombreux dialectes :
- Au Tchad : karang, kuo, mgbeng, zoli (déformation du mot français « joli ». La consonne [ʒ] n’existant pas en mbum, elle est automatiquement remplacée par une consonne phonétiquement plus proche [z]. La langue prend sa dénomination de la route qu’on appelle « gbong bjoli » qui veut dire belle route.
- En République centrafricaine : man, pana, tari, kare, gonge.
- Au Cameroun : mbere, ngoumi, pazama, karang, sapou, babal, LiMbum.

Le nombre de locuteurs a été estimé à 251 100, dont 238 600 au Cameroun (2004).